# Nouveau pont de Gien
Pour les articles homonymes, voir Gien (homonymie).
Le nouveau pont de Gien est un pont à poutres français franchissant la Loire à Gien, dans le département du Loiret en région Centre-Val de Loire.
Le pont supporte la route départementale D 940 qui relie la commune de Gien sur la rive droite à la commune de Saint-Martin-sur-Ocre sur la rive gauche. Il constitue l'un des trois franchissements de la Loire de l'agglomération giennoise avec le vieux pont de Gien et le viaduc ferroviaire de Gien situés en aval.

## Descriptif
Il s'agit d'un ouvrage de 490,90 m franchissant la Loire et les routes départementales 952 au nord et 951 au sud.
Il est constitué de sept travées dont :
- six travées hyperstatiques en béton précontraint de longueurs respectives :

- une travée isostatique au sud de 15,50 m en béton armé.

Large de 11,75 mètres, il comporte deux voies de 3,50 m de large et deux bandes d’arrêt d’urgence de largeurs respectives 1,50 m en aval et 2,25 m en amont.

## Histoire
Le projet de la déviation de la route départementale 940 à Gien (6,3 km de long) a été pris en considération par délibération du Conseil général du Loiret du 22 avril 1975, approuvé définitivement le 20 janvier 1976 et déclaré d'utilité publique par arrêté préfectoral le 1er mars 1976.
Le 1er décembre 1976, le Conseil général approuvait le plan de financement qui se répartissait comme suit : 68 % à la charge du département, 18 % pour l'établissement public régional, 8 % pour État français et 6 % pour le district de Gien.
Les travaux commencés en septembre 1977 se sont achevés avec l'inauguration de la section Sud (comprenant le pont sur la Loire) le 8 juillet 1980, puis de la section Nord le 24 juin 1981.
L'ouvrage a coûté 22 000 000 francs.

## Les acteurs
Les études ont été réalisées par la Direction départementale de l'équipement du Loiret, assistée de la division d'ouvrage d'art du CETE de Rouen, du Laboratoire régional de l'équipement de Blois, de Luc Arsène Henry, architecte et de la société SIMECSOL pour les études de sol.
La réalisation des travaux a été confiée au groupement d'entreprises Baudin Chateauneuf, chargée des fondations et des appuis, et Salviam Brun, agence de Blois, chargée du tablier.

## Les éléments de l'ouvrage

### Les fondations
Les éléments de culées rive gauche ainsi que la pile P1 sont fondés sur pieux. La longueur des pieux sous la pile P1 est de 21,5 m.
Les autres piles reposent sur des fondations superficielles de formes parallélépipédiques de dimensions 5,50 × 9,60 × 2 m}.

### Les piles

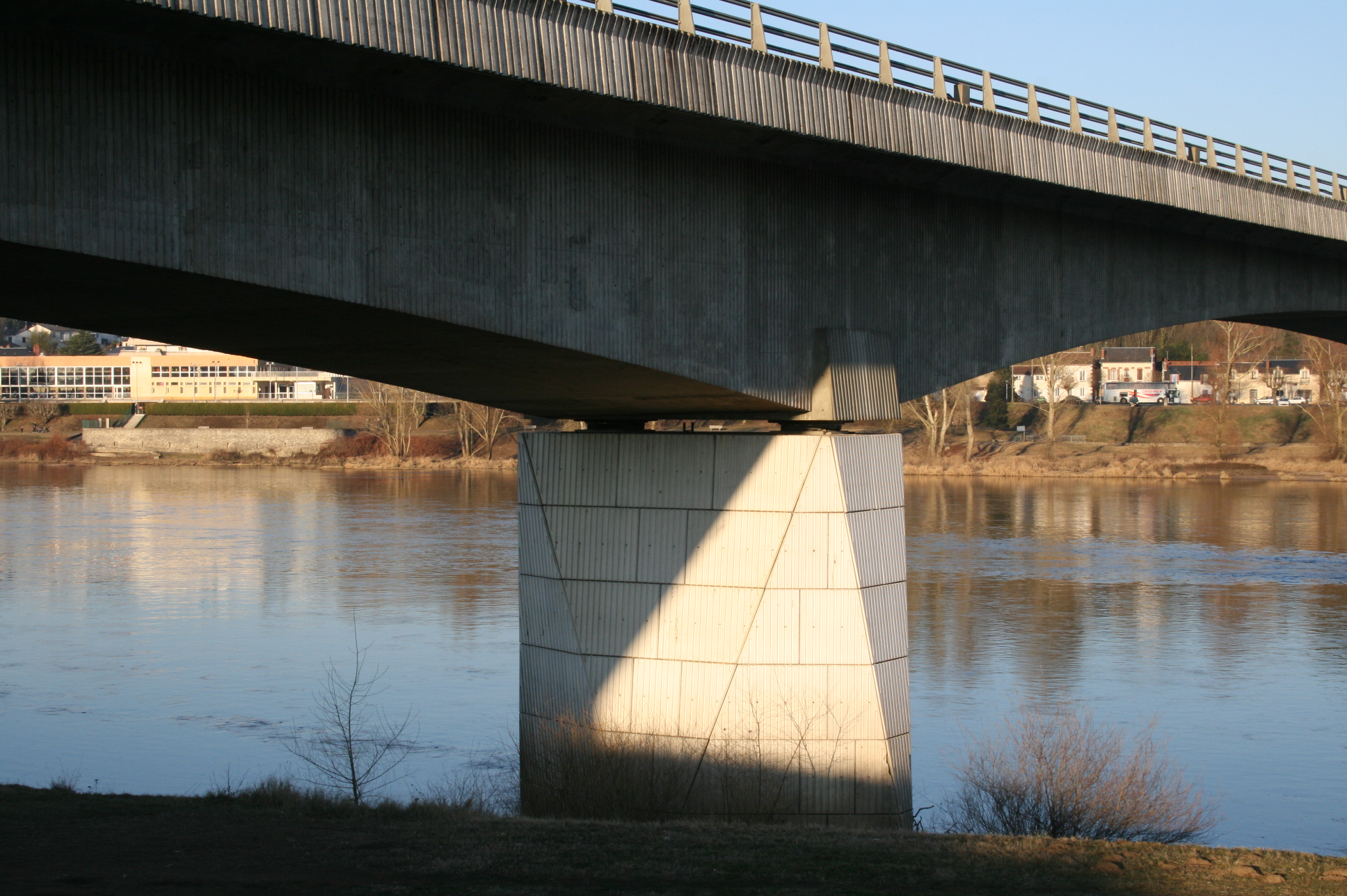
Pile P1 en rive gauche

Tous les fûts des piles 1 à 4 ont la forme d'un losange à la base (5 m longitudinal - 9 m transversal) et d'un rectangle (de 7,23 × 3,64 m) en tête. Des plaques de béton blanc armées de 10 cm d'épaisseur ont servi de coffrage. Les fûts sont élégis (évidés) : vide de 3 × 1,80 m sur 8 m de hauteur.
La pile 5 a quant à elle la forme d'un parallélogramme de 7,24 × 3,50 m de section et de 8,77 m de hauteur, élégie sur 3 × 1,80 m.
Tous les appuis en Loire ont été réalisés à l'abri d'un batardeau de palplanches ancrées dans la craie. Pour les cinq appuis en rive droite la cote de fondation a été atteinte au marteau piqueur. Les terrassements et le gros béton (sauf pour la pile 1) ont été réalisés à sec, l'assèchement des batardeaux correspondants n'ayant pas posé de problème,
Deux estacades (pont provisoire) fondées sur pieux bois ont été construites pour permettre le cheminement de grues à tour qui desservaient l'ensemble du chantier en se déplaçant sur un chemin de rail situé sur ces estacades.

### Le tablier

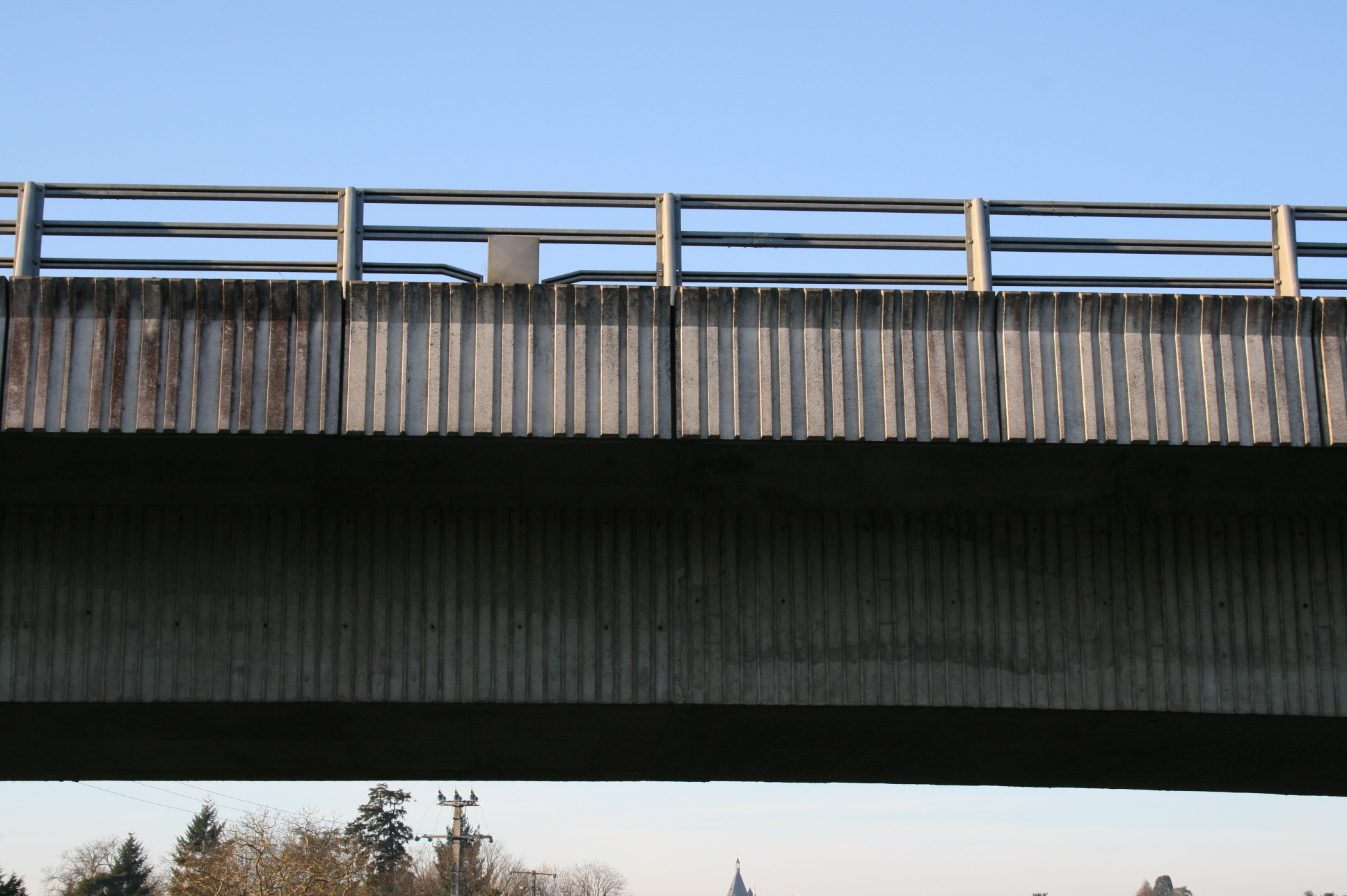
Détail de la corniche cannelée. Le voussoir est également cannelé.

Le tablier est constitué d'une poutre-caisson en béton précontraint pour la partie en Loire et en béton armé pour la petite travée complémentaire en rive gauche.
La travée isostatique en rive gauche à 15,50 m de longueur et a été coulée sur cintre. En traversée de Loire, le pont hyperstatique a été construit par encorbellements successifs de voussoirs coulés sur équipages mobiles.
Le voussoir sur pile, de 9 m, était coulé sur cintre et fixé à la pile par précontrainte provisoire (deux rangées de six câbles 12 T 13 espacés de 3,06 m). Les deux équipages mobiles étaient fixés au voussoir précédent par tiges Diwidag.
L'entreprise réalisait une paire de voussoirs de 3,90 m par semaine. Il fallait dix+ paires de voussoirs par fléau plus le voussoir de clavage de 3 m, le fléau étant constitué de l’ensemble des voussoirs assemblés symétriquement autour d’une pile. Les travées de rives nécessitaient en plus une section de 13,50 m coulée sur cintre.
Commencé en avril 1978, le tablier a été terminé en février 1980.
Il n’y a pas de trottoirs mais la protection contre les sorties de chaussée est assurée par des barrières de sécurité de type BN 4.
L’éclairage de la voie est assuré par un balisage par bornes lumineuses bilatérales basses, espacées de 15 m.
Le tablier a une hauteur de 5,50 m sur piles et 2,50 m à la clef. Le hourdis supérieur a une épaisseur constante de 22 cm. Les âmes ont une épaisseur de 40 cm. Le hourdis inférieur est variable de 40 cm sur pile à 22 cm à la clef. Le hourdis supérieur a une largeur de 11,75 m non compris les corniches, et le caisson a une largeur extérieure de 6,20 m, les âmes étant verticales.
Les parements des âmes sont cannelés avec un creux de 2 cm et un pas de 15 cm. La corniche est également cannelée.
Des entretoises de 3,30 m d'épaisseur sont disposées sur chaque appui et un trou d'homme permet la visite des appareils d'appui.
Pour les aciers du tablier, il a été mis en œuvre en moyenne 158,9 kg/m3 de béton, soit un poids total de 662,6 t.

### La précontrainte
La précontrainte réalisée est obtenue par l’intermédiaire de 12 torons de 12,4 mm de diamètre, chaque toron étant constitué de sept fils. La force maximale sous l'ancrage est de 179 t, l'effort de rupture étant de 212 t.
Le poids d'acier de précontrainte mis en œuvre est de 183,5 T (422 câbles d'une longueur totale de 20 000 m) soit 44 kg/m3 de béton du tablier.
Les câbles de précontrainte sont logés dans les âmes. Ils sont arrêtés :
- pour les câbles de fléaux (250) à chaque voussoir (au maximum trois paires par voussoir) à l'aide de bossages préfabriqués, cachetés par le voussoir suivant.
- pour les câbles de continuité (172) soit par réservation dans le hourdis supérieur soit par bossages dans le caisson.

Deux paires de gaines vides par fléau sont restées en place pour une reprise éventuelle ultérieurement. Les gaines ont un diamètre de 64 mm.

## Galerie de photographies

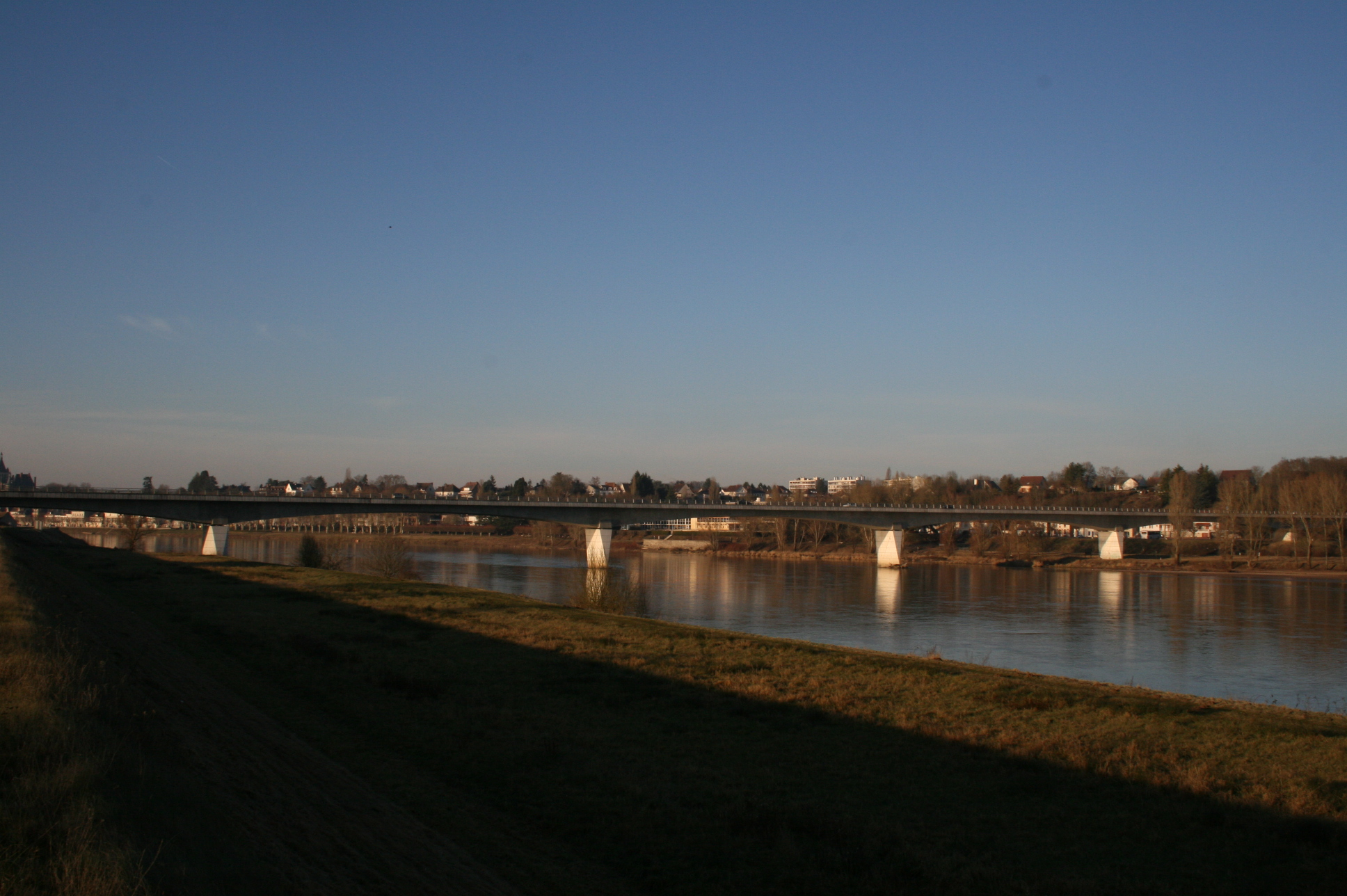
Vue générale à partir de la rive gauche
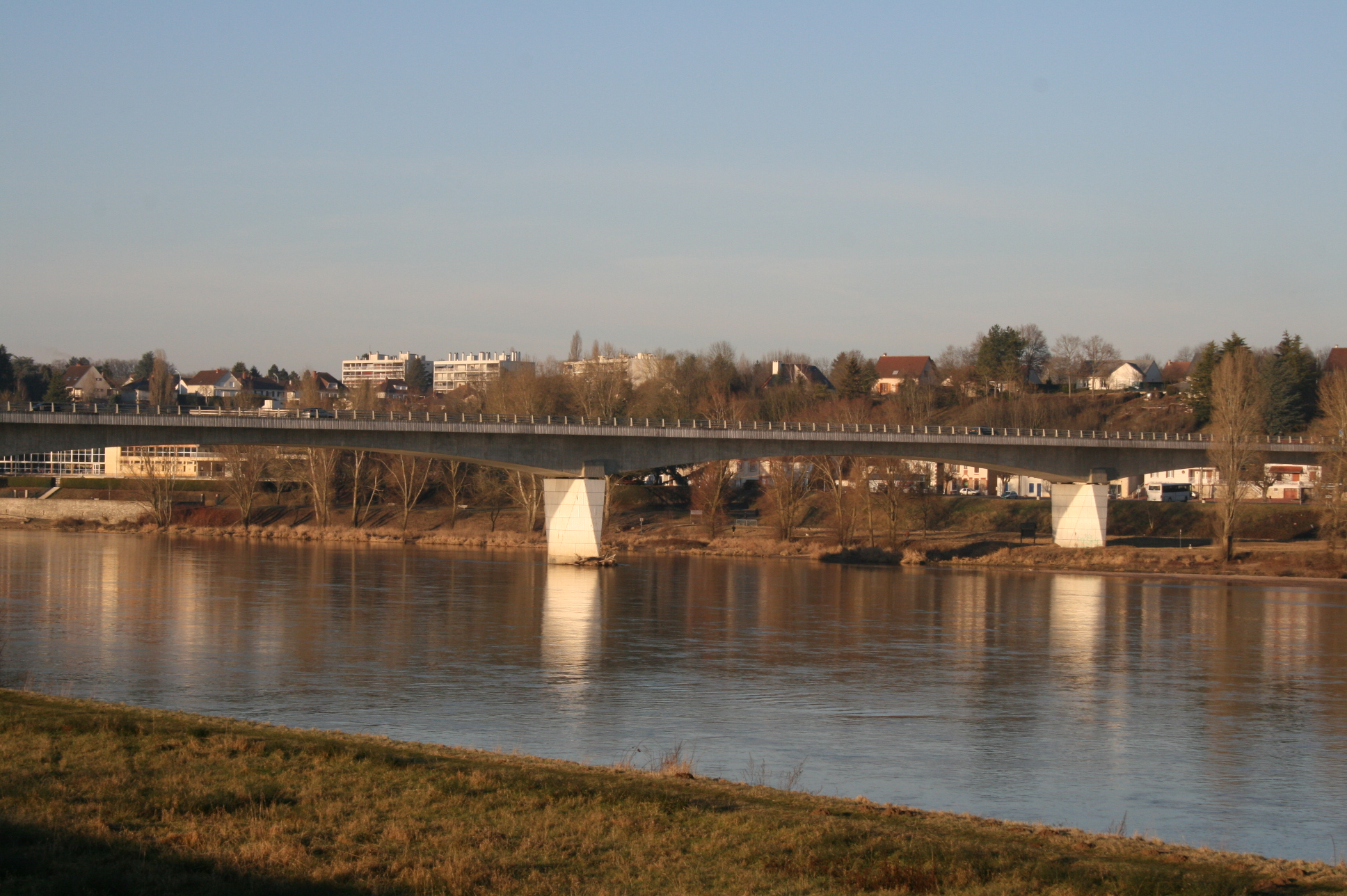
Vue générale à partir de la rive gauche
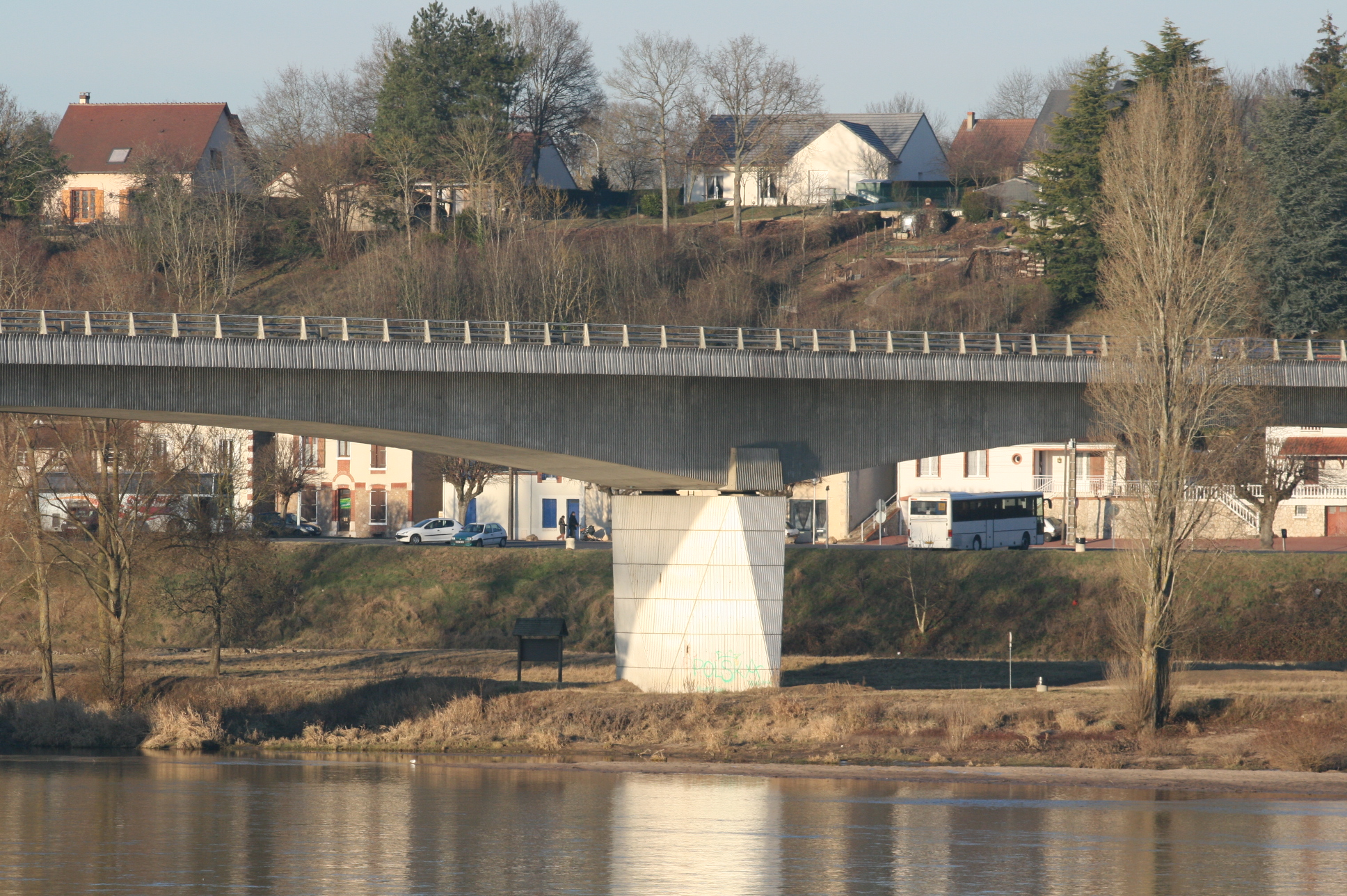
Pile P5 en rive droite
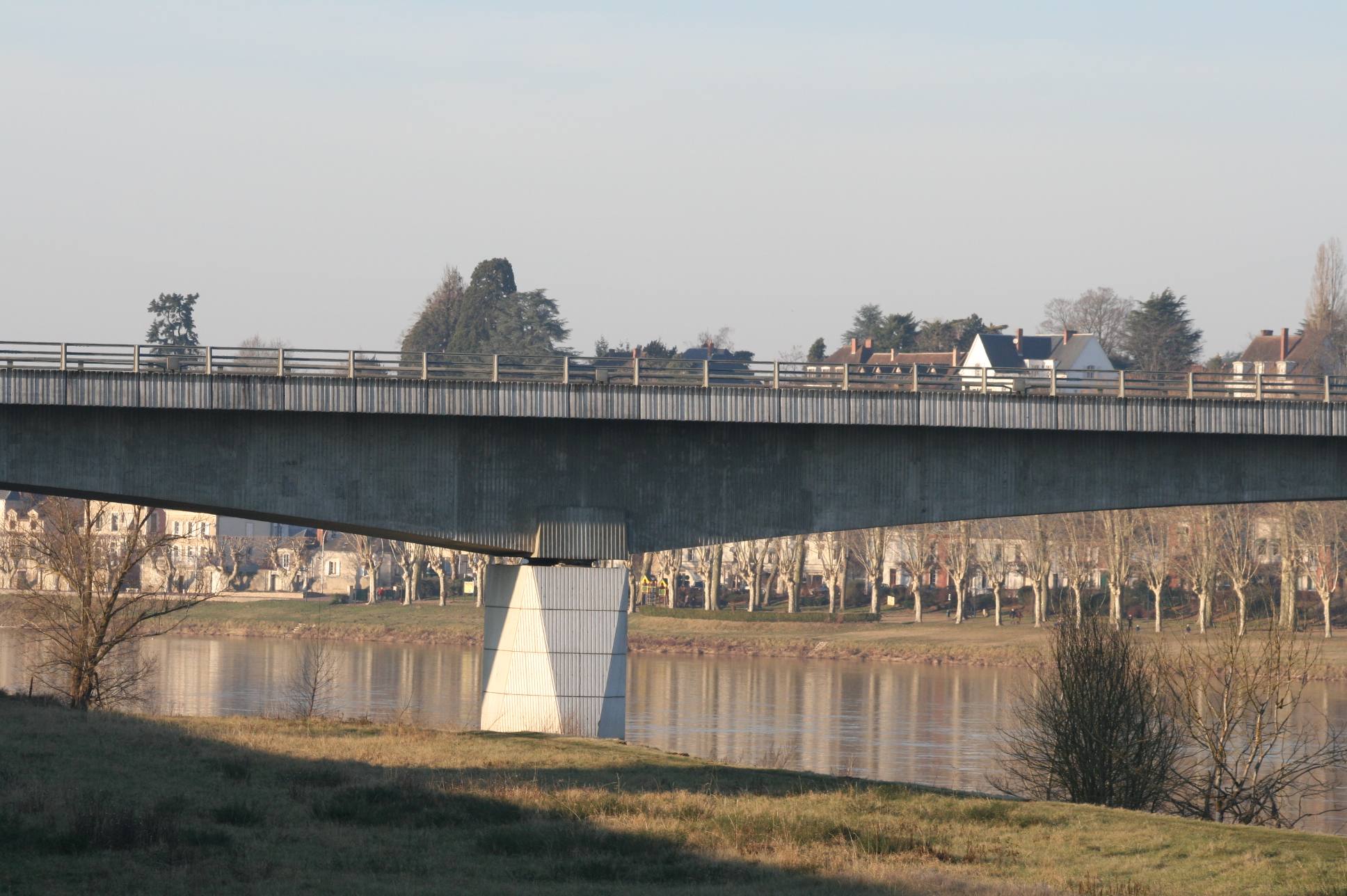
Pile P1 en rive gauche
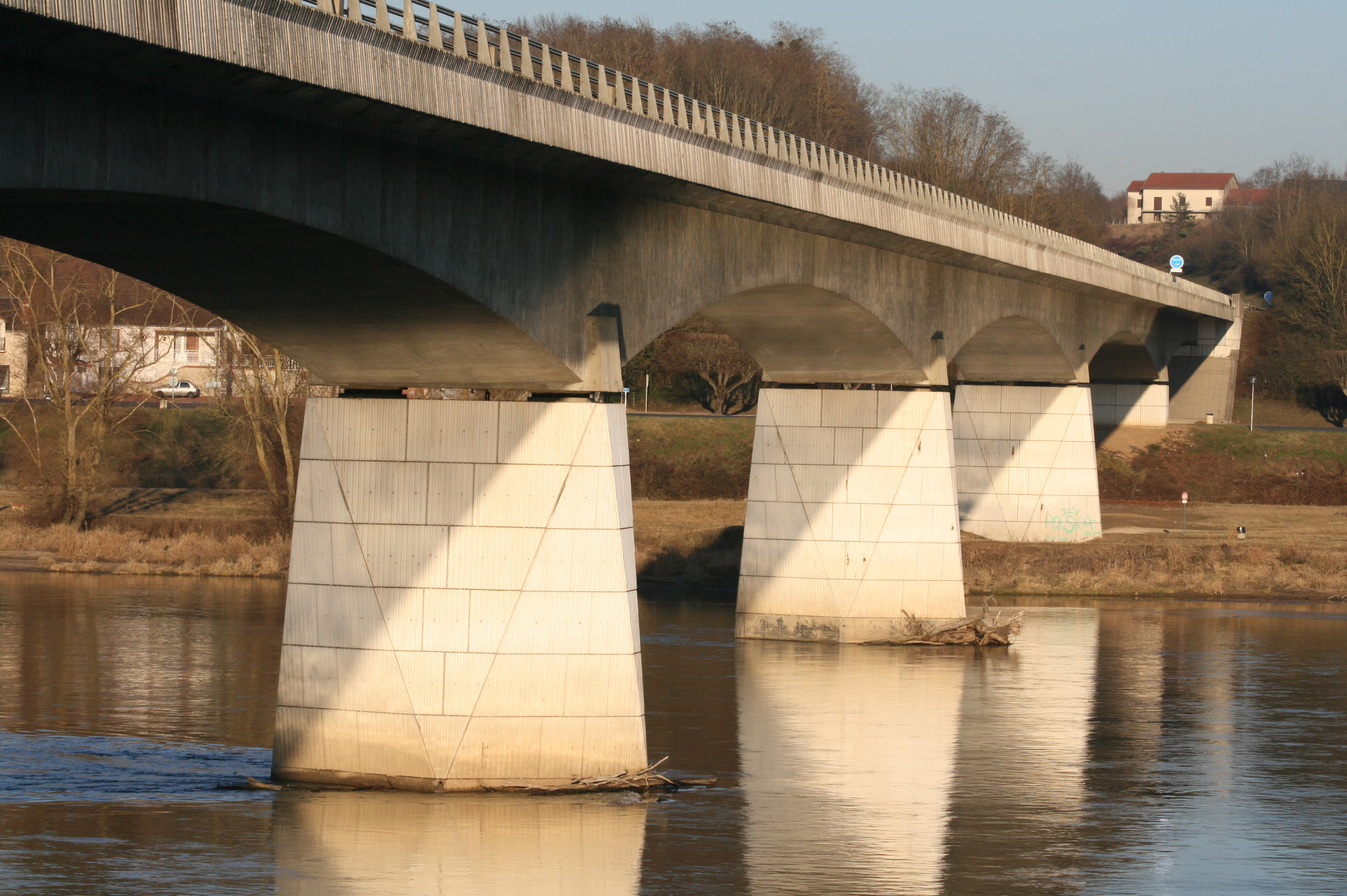
Piles P3, P4, P5 et culée rive droite.
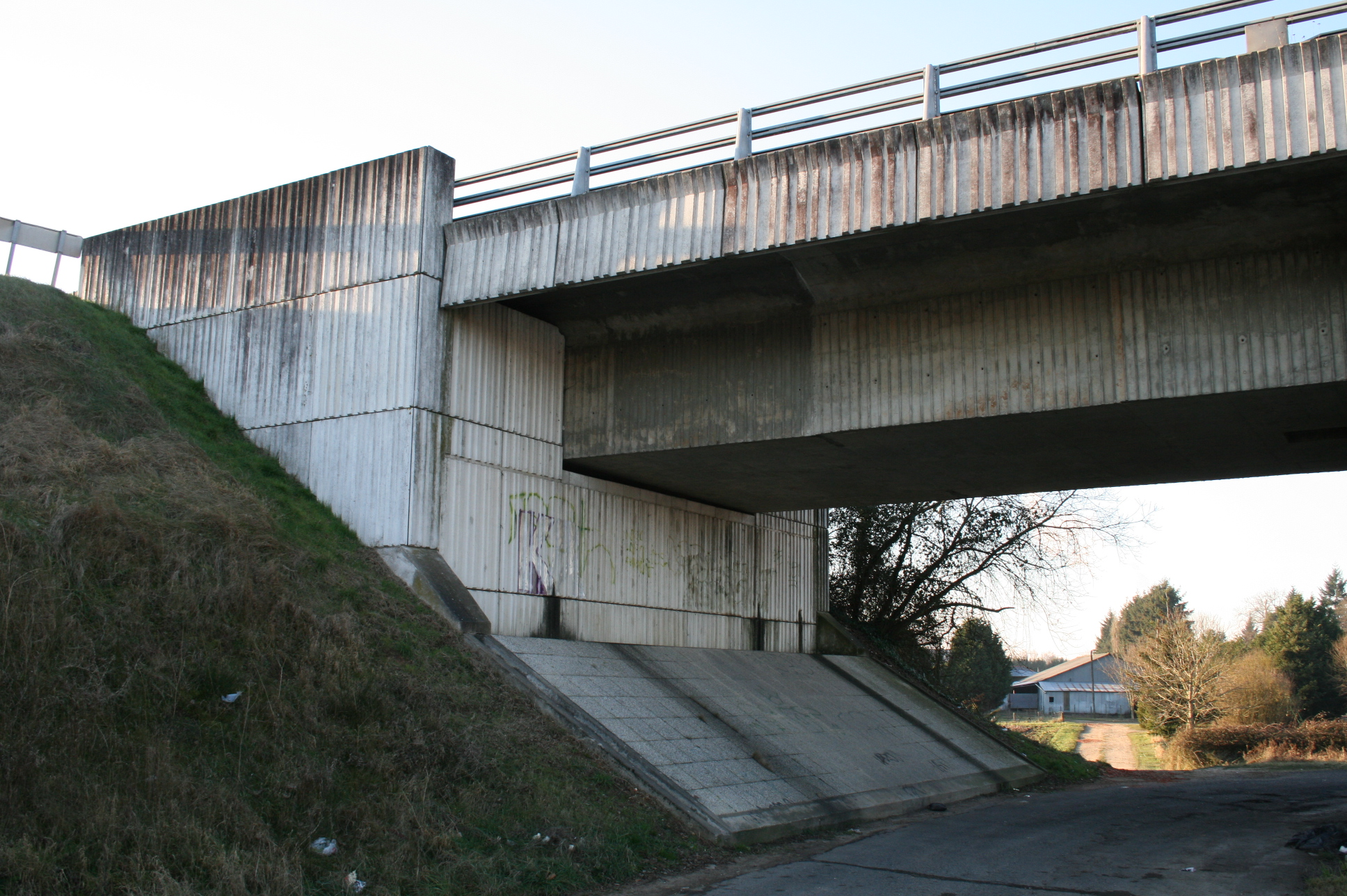
Culée rive gauche
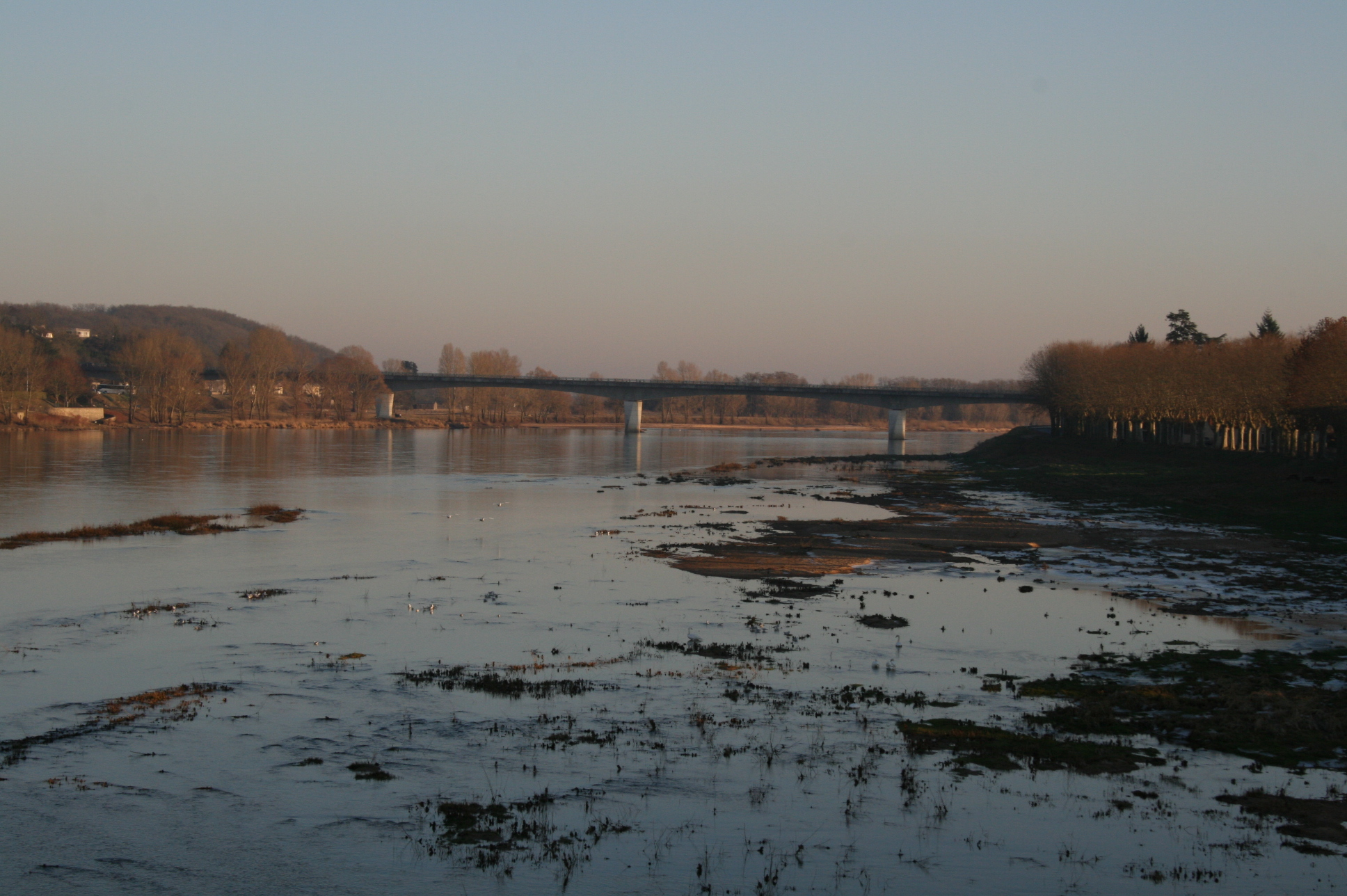
Vue aval à partir du vieux pont de Gien

## Pour approfondir